# Historisches Textbuch zum Alten Testament
Das Historische Textbuch zum Alten Testament (Abkürzung HTAT) ist eine nach historischen Perioden und nach Sachgesichtspunkten geordnete Sammlung von außerbiblischen altorientalischen Quellentexten in deutscher Übersetzung als Hilfsmittel für die Arbeit mit der Hebräischen Bibel. Es erschien 2011; der Hauptautor ist Manfred Weippert.

## Inhaltliche Gliederung
| Gliederung | Bezeichnung                                                                   | historische Periode              |
| ---------- | ----------------------------------------------------------------------------- | -------------------------------- |
| A          | Kanaan im 2. Jahrtausend                                                      | Mittelbronzezeit, Spätbronzezeit |
| B          | Kanaan im Übergang vom 2. zum 1. Jahrtausend                                  | Eisenzeit I                      |
| C          | Palästina und seine Nachbarn in der Zeit der „Nationalstaaten“                | frühe und mittlere Eisenzeit II  |
| D          | Palästina und seine Nachbarn in der neubabylonischen und achämenidischen Zeit | späte Eisenzeit II               |

## Werkausgabe
- Manfred Weippert: Historisches Textbuch zum Alten Testament (= Grundrisse zum Alten Testament. Band 10), unter Mitarbeit von Joachim Friedrich Quack, Bernd Ulrich Schipper und Stefan Jakob Wimmer. Vandenhoeck & Ruprecht, Göttingen 2010, ISBN 978-3-525-51693-5.